# Westafrikanische Mantis

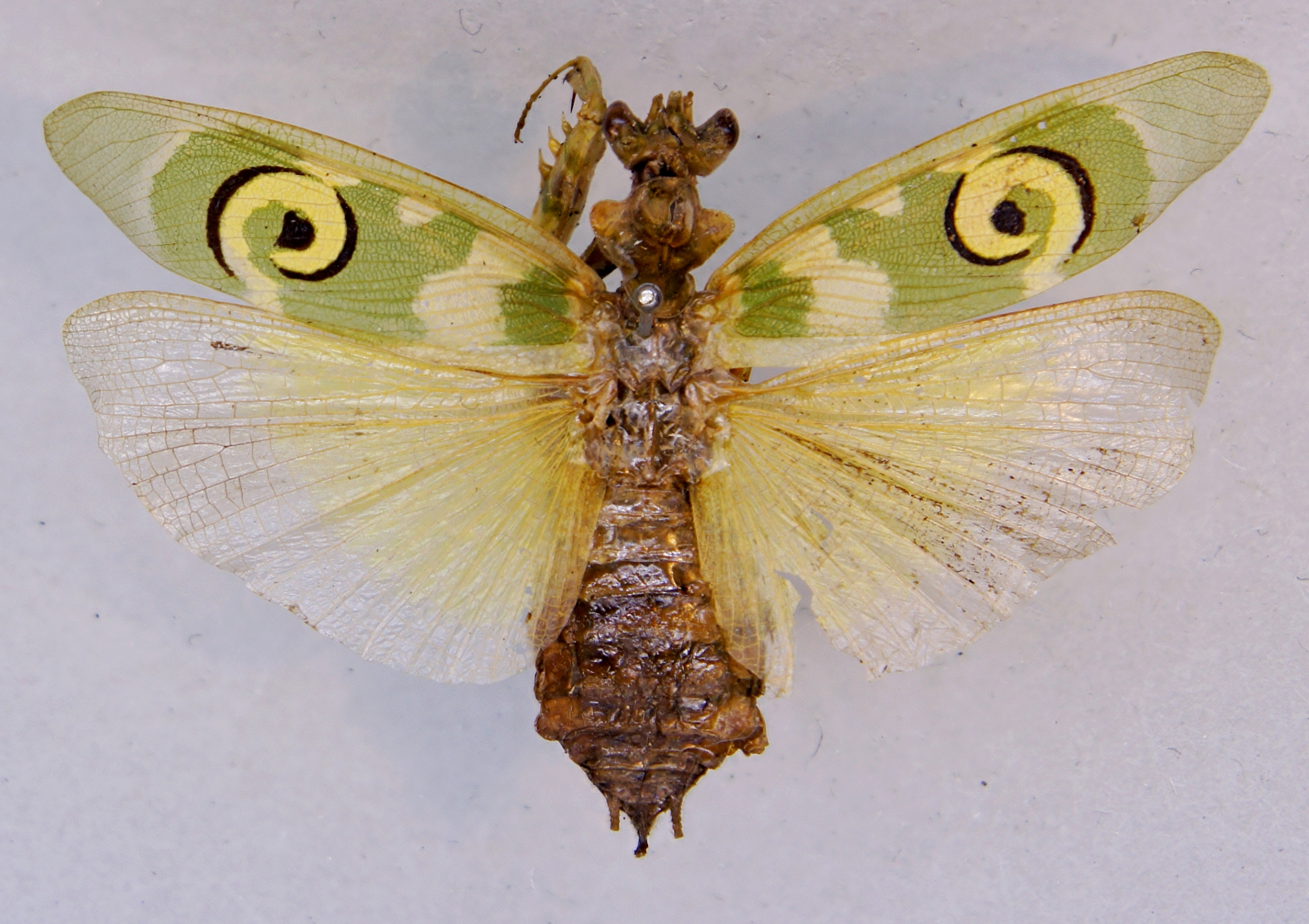
Pseudocreobotra ocellata ♀ aus der Zoologischen Staatssammlung München

Die Westafrikanische Mantis (Pseudocreobotra ocellata) oder Augenfleckenmantis ist eine Art der Ordnung der Fangschrecken (Mantodea). Sie kommt in Wiesen und auf Sträuchern in West- und Südafrika vor. Die Art wurde zum ersten Mal 1805 von Palisot De Beauvois wissenschaftlich beschrieben. Wie die verwandte Art Pseudocreobotra wahlbergii wird sie auch Afrikanische Blütenmantis genannt.

## Merkmale
Die auffallendsten Merkmale der westafrikanischen Mantis sind die Auswüchse am Körper und die farbenprächtigen spiralförmigen „Augenmotive“ auf den Flügeln der adulten Tiere. Beide dieser Merkmale dienen zur Tarnung der Fangschrecke auf Blüten. Ausgewachsene Tiere werden zirka 30 mm groß. Die Körpergröße ist eines der wichtigsten Merkmale bei der Unterscheidung zwischen der westafrikanische Mantis und der zirka 10 mm größeren Afrikanischen Mantis. Außerdem sind die Augenflecken der Afrikanischen Mantis gelb-orange, während diese bei der westafrikanischen Mantis zitronengelb sind. Der Körperbau ist schlank und die Grundfärbung des Körpers variiert, meistens kommen neben der weißen oder rosaweißen Grundfärbung gelbe und grüne Streifen vor. Wegen ihres farbenprächtigen Aussehens werden die Gottesanbeterinnen gerne in Terrarien gehalten und gezüchtet.

## Geschlechtsunterscheidung
Die weiblichen Exemplare der westafrikanischen Mantis sind 32 mm lang, während die Männchen nur eine Körperlänge von ungefähr 25 mm erreichen können. Der männliche Körper ist mit sechs gleich langen Anhängseln am Abdomen ausgestattet. Von diesen Anhängseln besitzt das Weibchen nur fünf. Die Flügel des Männchens sind länger und breiter als sein Abdomen, dadurch sind sie beim Fliegen wendiger. Bei den Weibchen überragen die schmäleren Flügel das Abdomen. Deshalb sind weibliche Exemplare nur zu kurzen Flügen fähig. Im Verhalten zeigen sich weibliche Tiere aggressiver als Männchen.

## Fortpflanzung und Entwicklung
Nach der Imaginalhäutung dauert es 10 Tage, bis die Männchen paarungsbereit sind, bei Weibchen dauert es hingegen 14 Tage bis zur Geschlechtsreife. Sobald sich ein Paar gefunden hat, klettert das Männchen auf das Weibchen, die Kopulation dauert 6 bis 14 Stunden. Dabei kann es dazu kommen, dass das Männchen bereits vor der Kopulation vom Weibchen aufgefressen wird. Nach der Befruchtung dauert es ungefähr 7 Tage bis zur ersten Eiablage. Anschließend folgen weitere Eiablagen in Abständen von 7 bis 14 Tagen. Die Eier werden in sogenannten Ootheken gelegt, die an verschiedenen Substraten festgeklebt werden können. Insgesamt werden bis zu 8,5 cm große Ootheken gebaut, die mit jeweils ungefähr 60 Eiern gefüllt werden. Die Larven schlüpfen nach 4 bis 6 Wochen und imitieren durch ihre glänzend schwarze Farbe das Aussehen der Ameisen. Diese Färbung verlieren sie nach der 2 Häutung. Insgesamt haben weibliche Tiere eine Lebenserwartung von 9 Monaten im Laufe ihres Lebens häuten sie sich bis zu 7 Mal. Männchen hingegen leben nur 6 Monate und häuten sich 6 Mal.

## Verbreitung
Das Hauptverbreitungsgebiet der Westafrikanischen Mantis sind die West- und Südafrikanischen Länder: Angola, Burkina Faso, Ghana, Guinea, Kamerun, Kenia, Liberia, Kongo, Mosambik, Nigeria, Senegal, Sierra Leone, Tansania, Uganda, Togo und Kampala. Sie bewohnen dort hauptsächlich feuchte Gebiete und sind auf Sträuchern und Blüten zu finden.

## Ernährung
Die Westafrikanische Mantis lauert ihren Opfern auf Blüten auf. Zu ihrer Beute gehören Fliegen, Grillen, Schaben und Heimchen. Bei Nahrungsmangel kann es gleich nach dem Schlüpfen zu Kannibalismus kommen.

## Haltung
Weibliche Tiere sollten wegen ihrer Aggressivität alleine in einem Terrarium gehalten werden. Für solch ein Einzelterrarium genügt eine Größe von 15 × 15 × 20 cm. Larven und männliche Exemplare können in Fünfergruppen in 30 × 30 × 50 cm großen Terrarien gehalten werden. Als Lichtquelle können eine Leuchtstoffröhre oder andere hitzestrahlende Leuchtmittel verwendet werden. Die Beleuchtung sollte 12 Stunden pro Tag betragen. Die Temperatur sollte bei Tag 26–35 °C betragen und bei Nacht nicht unter 20 °C sinken. Die Luftfeuchtigkeit sollte tagsüber etwas geringer sein als Nachts. Als Einrichtung für das Terrarium können Kletteräste, Zweige, Gräser, Blüten oder diverse Pflanzen verwendet werden. Bei Gruppenhaltung muss ständig auf ausreichende Fütterung geachtet werden.